# Ballerstedt
Ballerstedt este o comună din landul Saxonia-Anhalt, Germania.